# جایزه فایزر در شیمی آنزیم
جایزه فایزر در شیمی آنزیم، که قبلاً به عنوان جایزه پل-لوئیس در شیمی آنزیم شناخته می‌شد، در سال ۱۹۴۵ بنیانگذاری شد. این جایزه شامل یک مدال طلا و لوح افتخار است، هدف آن ایجاد انگیزه تحقیقات بنیادی در شیمی آنزیم توسط دانشمندانی است که بیش از چهل سال سن ندارند. این جایزه توسط بخش شیمی بیولوژیکی انجمن شیمی آمریکا اداره می‌شود.